# Crepaja
Crepaja (cyr. Црепаја) – wieś w Serbii, w Wojwodinie, w okręgu południowobanackim, w gminie Kovačica. W 2011 roku liczyła 4364 mieszkańców.